# Ted J. Kent
Ted John Kent (* 6. Oktober 1901 in Illinois, USA; † 17. Juni 1986 im Orange County, Kalifornien, USA) war ein US-amerikanischer Filmeditor.

## Leben
Kent begann 1927 seine Laufbahn im Bereich Filmschnitt. Bis in die 1960er Jahre hinein blieb er vielbeschäftigt. In den Jahren 1959 bis 1961 war er öfters für das Fernsehen tätig, ansonsten war er ausschließlich an Kinoproduktionen unterschiedlicher Genres beteiligt. 
Im Verlaufe seiner Karriere wirkte er an mehr als 150 Produktionen als Editor mit. Mehrere Male arbeitete Kent mit dem Regisseur James Whale zusammen, so 1933 bei dem Klassiker Der Unsichtbare. Ihre letzte gemeinsame Produktion war Die grüne Hölle von 1939. 
1965 war Kent für den Film Der große Wolf ruft für den Oscar in der Kategorie Bester Schnitt nominiert.

## Filmografie (Auswahl)
- 1927: Onkel Toms Hütte (Uncle Tom‘s Cabin)
- 1928: Die Hölle der Heimatlosen (The Foreign Legion)
- 1928: The Grip of the Yukon
- 1931: Meine Kinder – mein Glück (Seed)
- 1931: Der Mannsteufel (A House Divided)
- 1931: The Bad Sister
- 1933: Der Unsichtbare (The Invisible Man)
- 1933: Bei Kerzenlicht (By Candlelight)
- 1935: Frankensteins Braut (Bride of Frankenstein)
- 1935: Was geschah gestern? (Remember Last Night?)
- 1936: The Magnificent Brute
- 1936: Show Boat
- 1936: Drei süße Mädels (Three Smart Girls)
- 1936: Next Time We Love
- 1936: Mein Mann Godfrey (My Man Godfrey)
- 1938: Mad About Music
- 1939: Die grüne Hölle (Green Hell)
- 1939: Frankensteins Sohn (Son of Frankenstein)
- 1940: Das Haus der sieben Sünden (Seven Sinners)
- 1941: Seitenstraße (Back Street)
- 1941: Sprechstunde für Liebe (Appointment for Love)
- 1941: Der Wolfsmensch (The Wolf Man)
- 1942: Frankenstein kehrt wieder (The Ghost of Frankenstein)
- 1943: The Amazing Mrs. Holliday
- 1943: Die Stubenfee (His Butler’s Sister)
- 1943: Hers to Hold
- 1944: Das Lied des goldenen Westens (Can't Help Singing)
- 1944: Weihnachtsurlaub (Christmas Holiday)
- 1945: Die Dame im Zug (Lady on a Train)
- 1946: Die wunderbare Puppe (Magnificent Doll)
- 1946: Ich sing’ mich in dein Herz hinein (Because of Him)
- 1946: Die Ausreißerin (The Runaround)
- 1947: Brief einer Unbekannten (Letter from an Unknown Woman)
- 1947: Der Verbannte (The Exile)
- 1949: Kokain (Johnny Stool Pigeon)
- 1949: Die Brut des Satans (City Across the River)
- 1950: Revolverlady (Frenchie)
- 1950: Sierra
- 1950: Südsee-Vagabunden (South Sea Sinner)
- 1951: Schwester Maria Bonaventura (Thunder on the Hill)
- 1951: Die Flamme von Arabien (Flame of Araby)
- 1951: Piraten von Macao (Smuggler‘s Island)
- 1952: Fluch der Verlorenen (Horizons West)
- 1952: Bonzo Goes to College
- 1952: Die Schlacht am Apachenpaß (The Battle at Apache Pass)
- 1952: Der rote Engel (Scarlet Angel)
- 1953: Die Hand am Colt (Law and Order)
- 1954: Der eiserne Ritter von Falworth (The Black Shield of Falworth)
- 1954: Der Schrecken vom Amazonas (Creature from the Black Lagoon)
- 1955: Der Privatkrieg des Major Benson (The Private War of Major Benson)
- 1957: Der Mann mit den 1000 Gesichtern (Man of a Thousand Faces)
- 1957: Tammy (Tammy and the Bachelor)
- 1958: Zeit zu leben und Zeit zu sterben (A Time to Love and a Time to Die)
- 1958: Der Schrecken schleicht durch die Nacht (Monster on the Campus)
- 1959: Unternehmen Petticoat (Operation Petticoat)
- 1964: Mein Zimmer wird zum Harem (The Brass Bottle)
- 1964: Der große Wolf ruft (Father Goose)
- 1965: Die 27. Etage (Mirage)
- 1965: New York Expreß (Blindfold)
- 1966: Südwest nach Sonora (The Appaloosa)
- 1967: Als Jim Dolan kam (Rough Night in Jericho)